# Населення Європейського Союзу

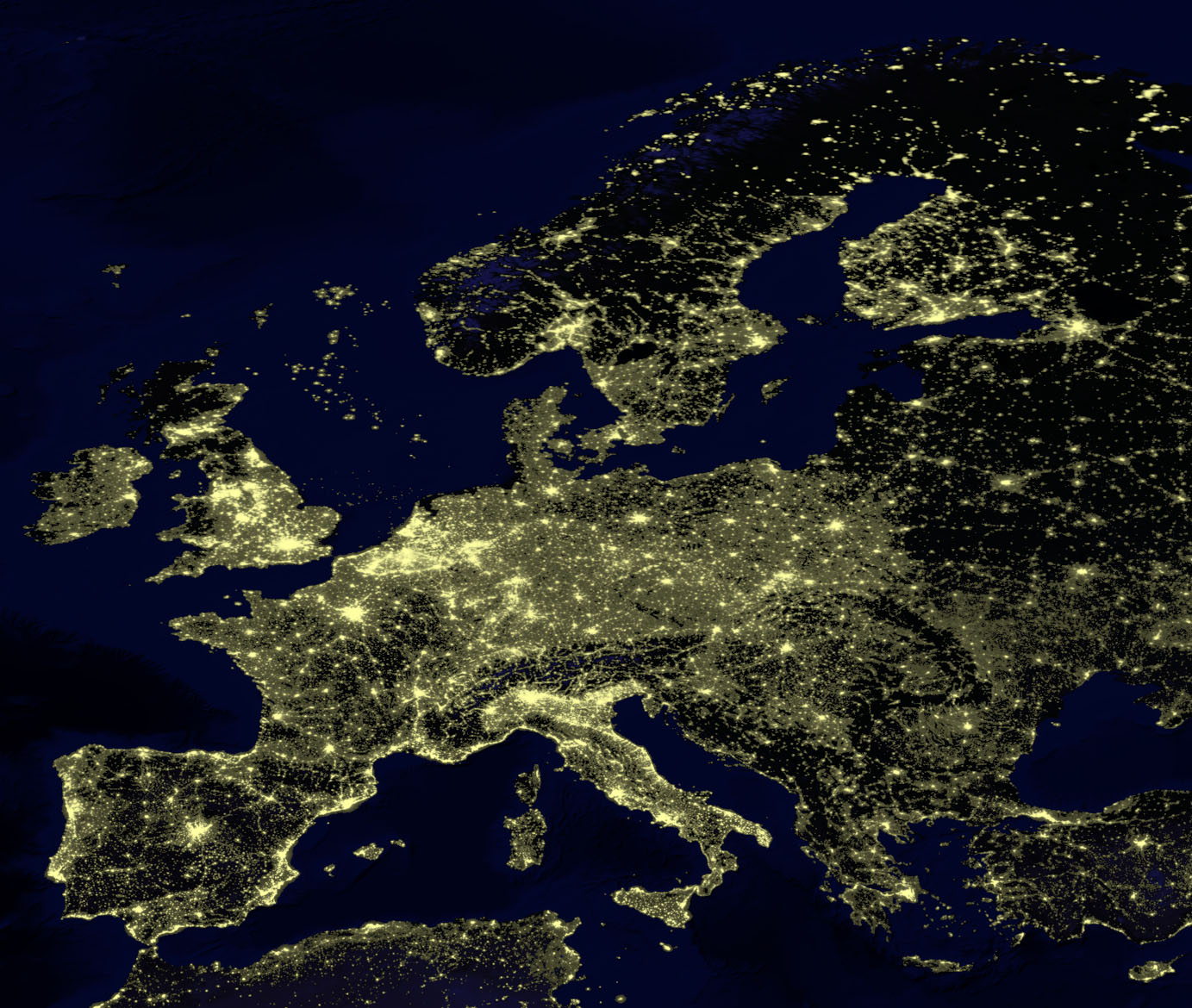
Густота населення в ЄС становить 114 осіб на км²

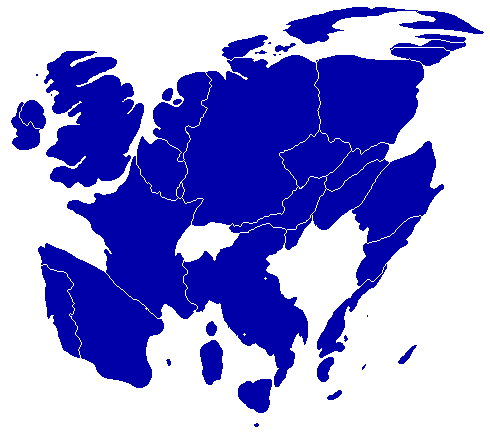
Карта зображує розподіл населення на території Європейського союзу. Зверніть увагу, що приблизно половина всіх громадян ЄС живуть у 4-х найбільших державах: Німеччині, Франції, Великої Британії та Італії

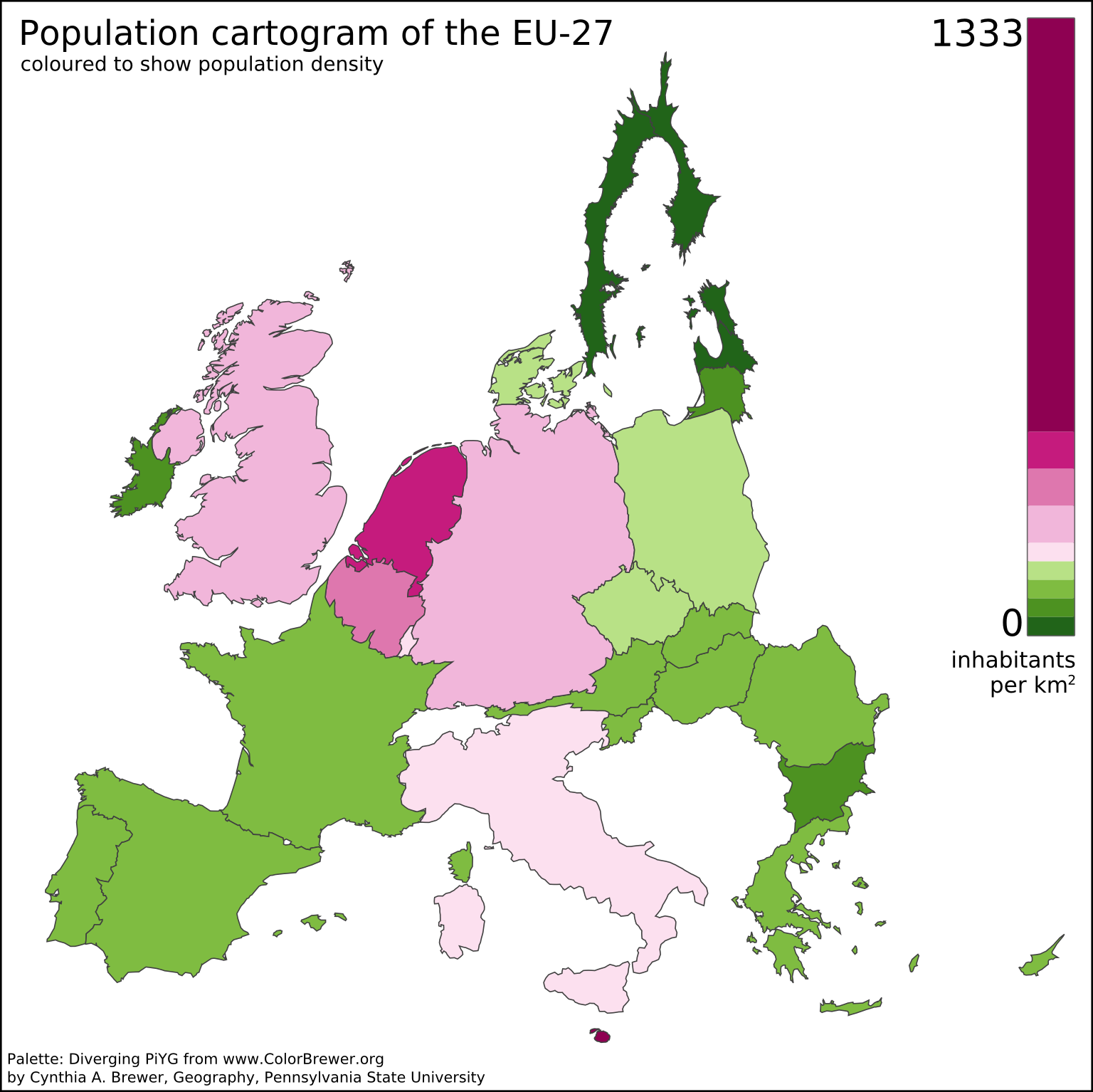
Карта густоти населення

Населення Європейського Союзу — велике мультикультурне суспільство 27 держав. Станом на 1 січня 2023 року населення ЄС становить близько 448 387 872. Фактично, в багатьох країнах ЄС відбувається зменшення чисельності населення протягом останнього десятиліття, проте загальну кількість населення мають збільшити країни, що планують вступити до Союзу у найближчі 20 років.

## Населення за країнами
Найбільше людей проживає в Німеччині,— 82,1 млн осіб, найменше на Мальті — 400 000 осіб. Рівень народжуваності в ЄС є низьким. В середньому, одна жінка народжує 1,6 дитини. Найвищий рівень народжуваності в Ірландії — 16,876 народження на тисячу осіб на рік, у Франції 13,013 народження на тисячу осіб на рік. Німеччина має найнижчий рівень народжуваності в Європі — 8,221 народження на тисячу осіб на рік.
| Держава           | Населення в тисячах | Населення % від загального у ЄС | Площа км2 | Площа % від загальної площі ЄС | Густота населення осіб/км2 |
| ----------------- | ------------------- | ------------------------------- | --------- | ------------------------------ | -------------------------- |
| Європейський Союз | 502 519,9           | 100                             | 4 324 782 | 100                            | 116,0                      |
| Австрія           | 8 404,2             | 1.67                            | 83 858    | 1,9                            | 99,7                       |
| Бельгія           | 10 951,7            | 2.15                            | 30 510    | 0,7                            | 352,0                      |
| Болгарія          | 7 504,9             | 1.49                            | 110 912   | 2,5                            | 68,5                       |
| Кіпр              | 804,4               | 0.16                            | 9 250     | 0,2                            | 86,6                       |
| Чехія             | 10 532,8            | 2.1                             | 78 866    | 1,8                            | 132,8                      |
| Данія             | 5 560,6             | 1.1                             | 43 094    | 1,0                            | 128,1                      |
| Естонія           | 1 340,2             | 0.27                            | 45 226    | 1,0                            | 29,6                       |
| Фінляндія         | 5 375,3             | 1.07                            | 337 030   | 7,6                            | 15,8                       |
| Франція           | 65 075,3            | 12.95                           | 643 548   | 14,6                           | 99,6                       |
| Німеччина         | 81 751,6            | 16.27                           | 357 021   | 8,1                            | 229,9                      |
| Греція            | 11 325,9            | 2.25                            | 131 957   | 3,0                            | 85,4                       |
| Угорщина          | 9 985,7             | 1.99                            | 93 030    | 2,1                            | 107,8                      |
| Ірландія          | 4 480,8             | 0.89                            | 70 280    | 1,6                            | 64,3                       |
| Італія            | 60 626,4            | 12.06                           | 301 320   | 6,8                            | 200,4                      |
| Латвія            | 2 229,6             | 0.44                            | 64 589    | 1,5                            | 35,0                       |
| Литва             | 3 244,6             | 0.65                            | 65 200    | 1,5                            | 51,4                       |
| Люксембург        | 511,8               | 0.1                             | 2 586     | 0,1                            | 190,1                      |
| Мальта            | 417,6               | 0.08                            | 316       | 0,00007                        | 1 305,7                    |
| Нідерланди        | 16 655,8            | 3.3                             | 41 526    | 0,9                            | 396,9                      |
| Польща            | 38 200,0            | 7.6                             | 312 685   | 7,1                            | 121,9                      |
| Португалія        | 10 636,9            | 2.12                            | 92 931    | 2,1                            | 114,4                      |
| Румунія           | 19 043,8            | 4.26                            | 238 391   | 5,4                            | 90,2                       |
| Іспанія           | 47 190,4            | 9.18                            | 504 782   | 11,4                           | 93,4                       |
| Словаччина        | 5 435,3             | 1.08                            | 48 845    | 1,1                            | 110,8                      |
| Словенія          | 2 050,1             | 0.41                            | 20 253    | 0,5                            | 101,4                      |
| Швеція            | 9 415,6             | 1.87                            | 449 964   | 10,2                           | 20,6                       |

## Найбільш густонаселені території
До складу Європейського Союзу входить чимало великих міст. 13 з 60 міст у списку найбільших міст світу знаходяться на території ЄС, а також 16 із 41 «Альфа» великих міст за списком GaWC (у тому числі Париж, Мілан, Амстердам і Брюссель). Нижче наведений список десяти найбільш густонаселених міст, міських районів і міських зон в країнах Європейського Союзу, та кількість населення:
| Міська зона (2011) | млн. | Урбанізована зона (2005) | млн. | Найбільша урбанізована зона (2001) | млн. |        |          |         |          |
| ------------------ | ---- | ------------------------ | ---- | ---------------------------------- | ---- | ------ | -------- | ------- | -------- |
| Лондон             | 7,5  | Париж                    | 10,2 | Лондон                             | 12,0 |        |          |         |          |
| Берлін             | 3,4  | Лондон                   | 8,6  | Париж                              | 11,6 |        |          |         |          |
| Мадрид             | 3,1  | Рурський регіон          | 7.3  | Мадрид                             | 5,6  |        |          |         |          |
| Рим                | 2,7  | Мадрид                   | 5,4  | Рурський регіон                    | 5,4  | Лондон | Берлін   | Мадрид  | Рим      |
| Париж              | 2,2  | Мілан                    | 4,3  | Берлін                             | 5,0  |        |          |         |          |
| Бухарест           | 2,1  | Барселона                | 4,2  | Барселона                          | 4,2  |        |          |         |          |
| Гамбург            | 1,8  | Афіни                    | 3,8  | Афіни                              | 4,0  |        |          |         |          |
| Будапешт           | 1,7  | Берлін                   | 3,7  | Рим                                | 3,5  |        |          |         |          |
| Відень             | 1,7  | Неаполь                  | 3,0  | Гамбург                            | 3,1  |        |          |         |          |
| Варшава            | 1,7  | Рим                      | 2,7  | Мілан                              | 3,1  | Париж  | Бухарест | Гамбург | Будапешт |

## Міграція
Якщо з часів Великих географічних відкриттів Європа була головним осередком еміграції, то нині вона перетворилася на головний світовий центр трудової імміграції.
| Країна         | Загальна чисельність населення, 2010 рік (1000) | Усього народилися за кордоном, (1000) | %    | Народилися в іншій державі ЄС (1000) | %   | Народилися не в ЄС (1000) | %   |
| ЄС             | 501,098                                         | 47,348                                | 9,4  | 15,980                               | 3,2 | 31,368                    | 6,3 |
| Німеччина      | 81,802                                          | 9,812                                 | 12,0 | 3,396                                | 4,2 | 6,415                     | 7,8 |
| Франція        | 64,716                                          | 7,196                                 | 11,1 | 2,118                                | 3,3 | 5,078                     | 7,8 |
| Іспанія        | 45,989                                          | 6,422                                 | 14,0 | 2,328                                | 5,1 | 4,094                     | 8,9 |
| Італія         | 60,340                                          | 4,798                                 | 8,0  | 1,592                                | 2,6 | 3,205                     | 5,3 |
| Нідерланди     | 16,575                                          | 1,832                                 | 11,1 | 428                                  | 2,6 | 1,404                     | 8,5 |
| Греція         | 11,305                                          | 1,256                                 | 11,1 | 315                                  | 2,8 | 940                       | 8,3 |
| Швеція         | 9,340                                           | 1,337                                 | 14,3 | 477                                  | 5,1 | 859                       | 9,2 |
| Австрія        | 8,367                                           | 1,276                                 | 15,2 | 512                                  | 6,1 | 764                       | 9,1 |
| Бельгія (2007) | 10,666                                          | 1,380                                 | 12,9 | 695                                  | 6,5 | 685                       | 6,4 |
| Португалія     | 10,637                                          | 793                                   | 7,5  | 191                                  | 1,8 | 602                       | 5,7 |
| Данія          | 5,534                                           | 500                                   | 9,0  | 152                                  | 2,8 | 348                       | 6,3 |